# Жилин, Виктор Павлович
Жилин Виктор Павлович (1946, Тарту — 1986) — русский советский писатель-фантаст, инженер.

## Биография
Участник семинара Бориса Стругацкого. В 1956 году с семьёй переехал в Ленинград. Далее поступил в Ленинградский механический институт, который окончил в 1970 году. Работал инженером-конструктором в Красноярске, потом в одном из НИИ Ленинграда.
Фантастику любил с детства, писать и изредка публиковаться начал в 1980-х. Был старостой семинара братьев Стругацких.
Начал печататься в сборнике «Молодой Ленинград’83» — фантастический рассказ «Абсолютный гороскоп» (1983).
Единственное крупное произведение, которое он успел написать — повесть «День свершений», опубликованная в 1987 году, уже после его смерти.
Вторая же повесть Виктора Жилина так и осталась неоконченной.

## Произведения
- Беглец
- День свершений
- Проблема Соколовского
- Тест на совместимость